# Klampenborg (stacja kolejowa)
Klampenborg (duń. Klampenborg Station) – przystanek kolejowy w miejscowości Klampenborg, w Regionie Stołecznym, w Danii. Znajduje się na Kystbanen, na podmiejskiej linii kolejowej Klampenborgbanen.
Obsługiwany jest przez pociągi S-tog linii C oraz pociągi regionalne.

## Historia
Pierwsze pociągi były prowadzone przez DSJS w 1863 roku i zostały przejęte przez DSB w 1864. Obecny budynek dworca został zbudowany w 1897 roku. Podobnie jak inne stacje na linii Øresund, dworzec został zaprojektowany przez Heinricha Wenck. Stacja była jedną z pierwszych, obsługiwanych przez pociągi S-tog, które rozpoczęły kurs 3 kwietnia 1934 roku, kiedy linia Frederiksberg-Vanløse-Hellerup-Klampenborg została otwarta.

## Linie kolejowe
- Kystbanen
- Klampenborgbanen